# Gustavo II Adolfo da Suécia
Gustavo II Adolfo (Estocolmo, 19 de dezembro de 1594 – Lützen, 16 de novembro de 1632) foi o Rei da Suécia de 1611 até sua morte em 1632. Ele está creditado como o fundador do Império Sueco, uma grande potência regional, liderando o país para a supremacia militar durante a Guerra dos Trinta Anos, na qual apoiou os protestantes do norte contra os católicos do sul e assim ajudou a estabelecer o equilíbrio do poder político e religioso na Europa.
Gustavo Adolfo nasceu em 19 de dezembro de 1594, e era filho do então duque de Södermanland, Carlos Vasa, que por sua vez, era filho do já falecido rei Gustavo I da Suécia. Enquanto a mãe de Gustavo Adolfo era a nobre alemã, Cristina de Holsácia-Gottorp.  Ele nasceu em um período conturbado na Suécia, pois dois anos antes dele nascer, o rei João III da Suécia havia falecido, e a Suécia estava então sob reinado do filho de João III, Sigismundo III Vasa, mas ele támbem era rei da República das Duas Nações, trono este que conseguiu herdar devido a sua mãe, Catarina Jagelão, pois tinha parentesco com a extinta dinastia reinante, a dinastia jaguelônica. Mas Sigismundo III era católico, e reinava sob uma suécia luterana. Sigismundo queria re-católizar a suécia, iniciando um processo de contra-reforma em todo o país. E isto gerou grande medo entre a população protestante. E além disso, a suécia estava a ser governada pelo pai de Gustavo Adolfo, Carlos de Södermanland, que era tio de Sigismundo, e atuava como regente em seu nome, já que este reinava á suécia a partir da polônia-lituânia. Carlos almejava o trono sueco, e então iniciou uma guerra para depõr Sigismundo III em 1597, que ficaria conhecida como Guerra contra Sigismundo.  E apesar dos sucessos iniciais de Sigismundo III, ele não conseguiu conter a revolta de seu tio Carlos e dos protestantes suecos, oque levou á sua deposição do trono em 1599. A suécia então passou um período sem ter um rei fixo, mas mantendo Carlos como regente. Isto se deve por que a nobreza sueca queria tentar convencer Sigismundo III a abdicar de seu título em nome de seu filho, Ladislau Vasa, para que ele se tornasse Rei da Suécia em seu lugar. Mas Sigismundo negou isto, pois as exigências suecas pediam que ele enviasse seu filho para ser criado na suécia, e educado dentro da fé luterana. E isto o fez a recusar reconhecer a sua deposição, levando-o a continuar reclamando o título de Rei legítimo da Suécia.  Carlos de Södermanland então foi finalmente aclamado como rei sueco em 22 de março de 1604, assumindo o nome de Carlos IX, com sua coroação formal ocorrendo somente em 15 de março de 1607. E com a ascensão de seu pai como rei sueco, Gustavo Adolfo se tornou assim, Príncipe-Herdeiro da suécia.  
O Pai de Gustavo Adolfo, Carlos IX, veio a falecer em 30 de outubro de 1611, aos 61 anos de idade. E com isto, Gustavo Adolfo subiu ao trono sueco aos 16 anos, sob o nome de Gustavo II Adolfo, com sua coroação ocorrendo somente em 12 de outubro de 1617.  E após vários anos no trono, Gustavo finalmente começou a buscar uma esposa para si. Ele começou a negociar com o Príncipe-Eleitor de Brandemburgo, João Segismundo, Eleitor de Brandemburgo. Para que este lhe desse sua filha, Maria Leonor de Brandemburgo para se casar com ele. As negociações estavam otimistas, mas João Segismundo veio a falecer a 23 de dezembro de 1619. E seu sucessor, Jorge Guilherme de Bramdemburgo, irmão de Maria Leonor, se opôs ao casamento entre eles. Pois a suécia era inimiga da Polônia-lituânia, e Jorge Guilherme não queria se envolver nós conflitos entre suécia e a polônia-lituânia. Então, cansado de negociar a longa distância, Gustavo II Adolfo foi pessoalmente até Berlim, aonde negociou com a mãe de Maria Leonor, Ana da Prússia, o seu casamento com Maria. E apesar da firme oposição de Jorge Guilherme ao casamento, na tradição de Brandemburgo, quem dava a palavra final sobre o casamento das filhas era a mãe. E Ana foi convencida por Gustavo Adolfo a aceitar o matrimônio.  Juntos, Gustavo e Maria Leonor tiveram quatro filhos. Mas apenas uma chegou a vida adulta, que era a futura rainha Cristina da Suécia. 
Gustavo II Adolfo é frequentemente considerado como um dos maiores comandantes militares de todos os tempos. A sua máquina militar sueca era caracterizada por armas de qualidade, excelente treinamento e efetivo apoio da artilharia. Tudo isto era apoiado por um governo eficiente que conseguia dar-lhe os fundos necessários. O rei conduziu o seu exército até ao sul do Sacro Império Romano-Germânico durante a Guerra dos Trinta Anos, com a intenção de atacar sua capital Viena. Ele foi obrigado a voltar ao norte para auxiliar um aliado, enfrentando as tropas do imperador na Batalha de Lützen, onde foi morto aos 37 anos de idade.

No seu reinado, foi efetuada uma grande reforma da organização do estado sueco — dirigida pelo chanceler real Axel Oxenstierna. A administração militar e civil foram separadas. Foram criados os tribunais de apelação (hovrätt). Foi reorganizado o parlamento e o estatuto da nobreza. A recolha de impostos foi unificada e centralizada. O ensino foi valorizado, tendo a Universidade de Uppsala recebido apoio material. O comércio e a mineração foram beneficiados, tendo sido chamados ao país imigrantes valões para desenvolverem as minas do país. Várias novas cidades foram fundadas, entre as quais Gotemburgo, em 1621.